# Instytut Urbanistyki i Architektury
Instytut Urbanistyki i Architektury – państwowy instytut naukowo-badawczy podległy Ministerstwu Budownictwa, istniejący w latach 1949–1974, który utworzony został w celu prowadzenie i organizowanie prac naukowo-badawczych w zakresie architektury  i urbanistyki. Instytut powstał w porozumieniu z Przewodniczącym Państwowej Komisji Planowania Gospodarczego i Ministrem Skarbu.
Powstanie Instytutu miało ścisły związek z ustawą z 1949 r. o utworzeniu urzędu Ministra Budownictwa.  
Zwierzchni nadzór nad Instytutem sprawował Minister Budownictwa.  

## Zadania Instytutu
Zadaniem Instytutu było:
- prowadzenie i organizowanie prac naukowo-badawczych w zakresie architektury oraz zabudowy i realizacji osiedli miejskich i wiejskich,
- wydawanie publikacji w zakresie zadań  urbanistyki i architektury oraz popularyzacja zagadnień w tym zakresie.

W celu prowadzenia badań oraz wykonywania prac w zakresie zagadnień specjalnych w ramach Instytutu utworzono odpowiednie zakłady. Zakłady powoływał Minister Budownictwa. 

## Dochody i wydatki Instytutu
Ogół dochodów i wydatków Instytutu objęty był budżetem Państwa (budżet centralny) w części dotyczącej Ministerstwa Budownictwa.  Podstawą działalności finansowej Instytutu stanowiły budżety roczne.
Wpływy składały się z:
- dopłat przewidzianych w rocznym budżecie Ministerstwa Budownictwa,
- opłat za dokonane czynności,
- darowizn i zapisów,
- dochodów z posiadanego majątku,
- dochodów ze sprzedaży wydawnictw,
- innych źródeł.

Wydatki Instytutu wiązały się z pokrywanie kosztów osobowych i rzeczowych funkcjonowania jednostki badawczo-rozwojowej. 

## Władze Instytutu
Władzą Instytutu stanowili: Dyrektor i Rada  Naukowa.
W skład dyrekcji wchodzili: dyrektor naczelny, reprezentujący Instytut samodzielnie oraz podlegli mu dyrektorzy.
Radę Naukową Instytutu powoływał i odwoływał Minister Budownictwa.

## Przekształcenie Instytutu
Na podstawie  zarządzenie Prezesa Rady Ministrów z 1974 r. w sprawie połączenia Instytutu Ochrony Środowiska, Instytutu Urbanistyki i Architektury, Instytutu Gospodarki Mieszkaniowej oraz Instytutu Gospodarki Komunalnej w Instytut Kształtowania Środowiska włączono Instytut  Urbanistyki i Architektury do Instytutu Kształtowania Środowiska.